# Essener SV 1899
Essener SV 1899 was een Duitse sportclub uit Essen, Noordrijn-Westfalen.

## Geschiedenis
De club werd opgericht in 1899 als Essener SV 99 en was zo de allereerste voetbalclub van de stad. De club sloot zich aan bij de West-Duitse voetbalbond en speelde in 1902/03 in de Rijn-Ruhr competitie, een van de drie competities van de bond. De club eindigde samen met Duisburger SpV eerste en hoewel deze club een iets beter doelsaldo had werd Essen afgevaardigd naar de allereerste West-Duitse eindronde. In een groepsfase met Cölner FC 1899 en FC 1894 München-Gladbach werd de club tweede. De volgende vier seizoenen werd de club in de competitie telkens vicekampioen achter Duisburger SpV. In de begindagen speelde de club ook wel eens vriendschappelijke wedstrijden tegen teams uit andere landen. Zo speelden ze in 1904 tegen Enscheder Club Prinses Wilhelmina (3-3) en op 13 november 1906 verloren ze thuis van Racing Club de Paris met 1-2. Op 20 april 1908 verloor de club met 2-0 van Oxford City. Datzelfde jaar werd Duisburger SpV opnieuw autoritair kampioen en won alle competitiewedstrijden. De andere drie clubs eindigden op een gedeelde tweede plaats.
Het volgende seizoen werd de club zelfs laatste. Hierna werd de Zehnerliga opgericht werd, die gedurende vier jaar de sterkste teams uit drie West-Duitse competities verenigde. De club speelde nu in een veredelde tweede klasse, hoewel de kampioen nog steeds naar de West-Duitse eindronde mocht. Na twee magere jaren werd de club in 1912 groepswinnaar en versloeg in de finale om de titel Cronenberger SC 02 en plaatste zich zo opnieuw voor de West-Duitse eindronde. Na een 2-6 overwinning op SuS Schalke 1896 verloor de club met 1-0 van Borussia München-Gladbach. Na een slechte notering in 1913 verzeilde de club in 1914 in de tweede klasse van de heringevoerde Ruhrcompetitie. Tijdens de Eerste Wereldoorlog speelde de club opnieuw in de hoogste klasse, die sterk regionaal verdeeld werd.
Vanaf 1919/20 kwam er opnieuw een grotere competitie. In 1920/21 werd de competitie opgesplitst in twee reeksen van tien clubs en de club werd vijfde, maar omdat men terug naar één reeks ging plaatste enkel de top vier zich hiervoor. Het volgende seizoen werd de club vicekampioen achter SV Union 1910 Gelsenkirchen en promoveerde daar de hoogste klasse weer met zes clubs uitgebreid werd. Na een aantal plaatsen in de middenmoot werden ze in 1928 tweede achter Schwarz-Weiß Essen. Na nog een derde plaats het volgende seizoen vielen de resultaten weer tegen. In 1931 speelde de club thuis een vriendschappelijke wedstrijd voor 10.000 toeschouwers tegen FA Cup finalist Birmingham City en verloor met 0-1.
In 1933 werd de club laatste en degradeerde. Net na dit seizoen veranderde het voetballandschap in Duitsland. De NSDAP kwam aan de macht en reorganiseerde de competities. De West-Duitse bond en zijn acht competities verdwenen en de Gauliga, met zestien competities over geheel Duitsland, werd ingevoerd. Dit betekende het definitieve einde voor de club op het hoogste niveau. Ze slaagden er nooit meer in te promoveren.
Door verdere herstructureringen verzeilde de club na de Tweede Wereldoorlog steeds meer in de anonimiteit van de lagere reeksen. In 1974 fuseerde de club met BTLV Rheinland 06 en werd zo Essener SG 99/06. 

## Erelijst
Kampioen Rijn-Ruhr
1903
Kampioen Noordrijn
1912